# Ramshackled
Ramshackled è il primo e unico album solista realizzato dal batterista Alan White degli Yes.

## Il disco
Fu realizzato nel 1975, anno in cui tutti i membri della storica band inglese decisero di pubblicare ciascuno un album solista, da promuovere nel successivo tour del gruppo.
Rispetto agli album prodotti dagli altri quattro (Olias of Sunhillow di Jon Anderson, Beginnings di Steve Howe, The Story of I di Patrick Moraz e Fish Out of Water di Chris Squire), Ramshackled è quello che più si allontana dai canoni musicali degli Yes e dal rock progressivo, piuttosto è riferibile al precedente lavoro di White per John Lennon e la Plastic Ono Band, o con George Harrison.
Lo stile dei brani spazia dal rhythm'n'blues (Ooooh Baby) al reggae (Silly Woman), con l'unica incursione nell'art rock rappresentata dal brano Avakak. Spring, con la voce di Jon Anderson, ricorda in parte il lavoro di Jon & Vangelis, ma anche alcuni brani di Lennon (per esempio You Are Here da Mind Games).
Nessuno dei brani porta la firma di Alan White, che nell'album ricopre essenzialmente il ruolo di co-produttore, oltre che - ovviamente - di batterista.

## Tracce
1. Ooooh Baby (Goin' to Pieces) (Kirtley)
2. One Way Rag (Craddock/Gibson)
3. Avakak (Gibson/Craddock/Kirtley)
4. Spring—Song of Innocence (Kirtley su parole di William Blake)
5. Giddy (Craddock/Gibson)
6. Silly Woman (Kirtley)
7. Marching into a Bottle (Craddock)
8. Everybody (Gibson/Craddock/Kirtley)
9. Darkness (Parts I, II & III) (Craddock/Gibson)

## Formazione
- Alan White - batteria, percussioni
- Peter Kirtley - chitarre, voce
- Colin Gibson - basso, percussioni
- Kenny Craddock - tastiera, voce
- Alan Marshall - voce
- Bud Beadle - sassofono solista, flauto
- Andy Phillips - steel drum
- Steve Gregory - sassofono tenore, flauto
- Henry Lowther - tromba
- Madeleine Bell - cori
- Joanne Williams - cori
- Vicky Brown - cori
- Jon Anderson - voce (brano #4)
- Steve Howe - chitarra (brano #4)

Arrangiamento e direzione Mountain Fjord Limited: David Bedford